# Jean-Philippe Stassen
Jean-Philippe Stassen (Liège, 14 de março de 1966) é um autor, (argumentista e desenhador) de banda desenhada belga.

## Biografia
Nascido em Liège, filho de pai flamengo e mãe judia, Jean-Philippe Stassen começou a viajar ainda jovem. Passou por Argélia, Marrocos, Senegal, Mali, Benin, Costa do Marfim, Gana, Togo, Níger, Nigéria, Burkina Faso, África do Sul, Tanzânia, Moçambique, Uganda, Burundi e Ruanda. Suas experiências foram uma influência ao longo de seu trabalho.
Ele conheceu a revista L'Écho des Savanes quando tinha 17 anos. Stassen logo estreou com os álbuns Bahamas e Bullwhite nas Éditions Albin Michel em 1988 e 1989, ambos escritos por Denis Lapière.
Stassen e Lapière continuaram sua colaboração na coleção Aire Libre de Dupuis, onde criaram o díptico Le Bar du Vieux Français em 1992. A história lhes rendeu vários prêmios.
Stassen escreveu então Louis le Portugais sozinho, outra comovente tragédia humana, desta vez situada nos subúrbios de Liège. Ele então mudou o cenário dessas histórias para a África novamente e criou Thérèse. Seguiram-se Déogratias, sobre o genocídio em Ruanda, e Les Enfants.
Jean-Philippe Stassen atualmente vive e trabalha em Ruanda.